# Рокитански синдром
Рокитански синдром подразумева недовољан развитак вагине, грлића материце, материце и јајовода код жена које имају женски генетски код (46хх). Узрок настајања је непознат. Неке жене имају рудиментарне остатке материце или туба. Спољашњи изглед гениталија је потпуно нормалан. 

## Етимологија
Рокитански синдром је добио назив по четири научника који су изучавали урођене аномалије код жена — Мајер, Рокитански, Кистер и Хаузер.

## Синдроми
Учесталост синдрома варира од студије до студије, углавном најчешће је да се јдна од 5.000 жена роди са оваквим аномалијама. Поремећај настаје у периоду између 4 и 6 недеље трудноће.
Пропратни симпотоми могу да буду и аномалије као што су недостатак бубрега, коштани проблеми, губитак слуха и др. 
Када МРКХ синдром има и ове пропратне симптоме мења назив у МУРЦС.

## Историја
Мајер је 1829. године описао стање урођеног недостатка вагине или дупле вагине. Он је идентификовао оба стања која су проузрокована неправилним развојем мулеријанових канала. Девет година касније, Рокитански је описао стање урођеног недостатка вагине у комбинацији са одсуством материце. Идентификовао је комбинацију као једно стање проузроковано неправилним развојем мулеријанових канал.
У савременом добу постоји још увек забуна око разлика између урођеног недостатка вагине (ЦАВ) и урођеног неостатка материце (ЦАУВ или МРКХ). Многи термини се слично користе да би се позвали на оба стања, иако су разлике документоване пре око 150 година.
Године 1910. Кистер је повезао  ЦАВ — урођени недостатак вагине — и ЦАУВ — урођени недостатак материце и вагине — са бубрезима и коштаним неправилностима, поремећајима аномалијама, док је Хаузер 1961. године истакао разлику између ЦАВ, ЦАУВ И АИС (андрогени синдром).